# بيلي باركر (مغني)
بيلي باركر (بالإنجليزية: Billy Parker)‏ هو مغني وكاتب أغاني ودي جيه أمريكي، ولد في 19 يوليو 1939 في أوكيما في الولايات المتحدة.